# 제이제이 (영화)
《제이제이》(영어: The Distinguished Gentleman)는 미국에서 제작된 조너선 린 감독의 1992년 정치 코미디 영화이다. 에디 머피 등이 출연하였고, 레너드 골드버그 등이 제작에 참여하였다.

## 출연
- 에디 머피
- 레인 스미스
- 셰릴 리 랠프
- 조 돈 베이커
- 빅토리아 로웰
- 그랜트 쇼드
- 케빈 매카시
- 찰스 S. 더턴
- 제임스 가너
- 샤이 맥브라이드
- 게리 프랭크
- 대니얼 벤잘리
- 신시아 해리스
- 프랜시스 포스터

## 기타 제작진
- 배역: 메리 골드버그
- 미술: 레슬리 딜리
- 의상: 프랜신 제이미슨탠척